# Manuel Álvarez
Manuel Álvarez (23 de maio de 1928) é um ex-futebolista chileno. Ele competiu na Copa do Mundo FIFA de 1950, sediada no Brasil.